# Horner-Wadsworth-Emmons-reactie
De Horner-Wadsworth-Emmons-reactie (veelal afgekort tot HWE-reactie) is een organische reactie en een variant van de Wittig-reactie. Het betreft een reactie tussen een fosfonaat-gestabiliseerd carbanion en een aldehyde of keton tot hoofdzakelijk E-alkenen:
In 1958 publiceerde Leopold Horner een aangepaste versie van de Wittig-reactie, gebaseerd op fosfonaat-gestabiliseerde carbanionen. William S. Wadsworth en William D. Emmons definieerden later de reactie nauwkeuriger.
In tegenstelling tot een bij de Wittig-reactie gebruikte trifenyl-fosforylide zijn fosfonaat-gestabiliseerde carbanionen meer nucleofiel en meer basisch. Bovendien kunnen deze laatste gealkyleerd worden, wat niet het geval is bij trifenyl-fosforyliden.

## Reactiemechanisme
De Horner-Wadsworth-Emmons-reactie start met de deprotonering van het fosfonaat, waarbij een fosfonaat-carbanion (1) ontstaat. Dit carbanion, dat normaal gezien een reactief intermediair is, wordt door de elektronenzuigende groep (EWG, uit het Engels: Electron Withdrawing Group) gestabiliseerd. Een nucleofiele additie van het carbanion aan het carbonyl-koolstofatoom van het aldehyde (2) of keton resulteert in de vorming van de intermediairen 3a of 3b. Deze reactie is de snelheidslimiterende reactiestap. Indien R2 = H, dan kunnen intermediairen 3a en 4a en intermediairen 3b en 4b in elkaar overgaan. De laatste reactiestap betreft een eliminatie, van 4a en 4b, waarbij het E-alkeen 5 en het Z-alkeen 6 worden gevormd.
De verhouding van de hoeveelheid van het E- en het Z-isomeer dat uiteindelijk gevormd wordt, is enerzijds afhankelijk van de stereochemische structuur van het carbanion en anderzijds van de mogelijkheid van de intermediairen om tot een evenwichtsreactie te komen.
In het reactieschema staat EWG voor het Engelse electron-withdrawing group. Dit is een elektronenzuigende groep die noodzakelijk is voor de finale eliminatiereactie. Indien deze groep niet aanwezig zou zijn, dan houdt de reactie op bij 3a of 3b. De reactie wordt hoofdzakelijk gedreven door de vorming van een zeer sterke en stabiele binding tussen fosfor en zuurstof.

## Stereoselectiviteit
De Horner-Wadsworth-Emmons-reactie resulteert meestal in een grotere hoeveelheid van het E-alkeen dan van het Z-alkeen. In het algemeen geldt dat hoe meer de intermediairen in evenwicht kunnen komen met elkaar, des te groter de selectiviteit voor de vorming van het E-alkeen zal zijn.

### Digesubsitueerde alkenen
Voor de vorming van digesubsitueerde alkenen wordt een grotere stereoselectiviteit voor het E-isomeer gevonden in onderstaande omstandigheden:
- Grotere sterische hindering van het aldehyde
- Hogere reactietemperatuur
- Gebruik van lithiumhydride in plaats van natrium- of kaliumhydride
- Gebruik van 1,2-dimethoxyethaan als oplosmiddel in plaats van THF

### Trigesubsitueerde alkenen
De sterische hindering van het fosfonaat en de elektronenzuigende groep speelt een belangrijke rol in de reactie van α-gesubstitueerde fosfonaten met alifatische aldehyden. Aromatische aldehyden vormen vrijwel enkel het E-isomeer:
Onderstaande tabel geeft een overzicht van de mogelijk substituenten en de bijbehorende verhoudingen tussen gevormde E- en Z-alkenen.
| R1        | R2        | Verhouding (E : Z) |
| --------- | --------- | ------------------ |
| Methyl    | Methyl    | 5 : 95             |
| Methyl    | Ethyl     | 10 : 90            |
| Ethyl     | Ethyl     | 40 : 60            |
| Isopropyl | Ethyl     | 90 : 10            |
| Isopropyl | Isopropyl | 95 : 5             |

Hieruit valt af te leiden dat hoe groter de sterische hindering wordt, hoe meer er van het E-alkeen gevormd wordt. Indien er Z-alkenen vanuit aromatische aldehyden moeten gevormd worden, dan kan gebruikgemaakt worden van de Still-variant van de Horner-Wadsworth-Emmons-reactie.

### Olefinering van ketonen
Voor de vorming van alkenen uit ketonen kan eveneens gebruikgemaakt worden van de Horner-Wadsworth-Emmons-reactie, maar de stereoselectiviteit is matig tot slecht.

## Still-variant
Aangezien er bij de olefinering van aromatische aldehyden slechts een kleine fractie van het Z-isomeer wordt gevormd, werd een variant van de Horner-Wadsworth-Emmons-reactie ontwikkeld: de zogenaamde Still-variant. Deze werd in 1983 ontwikkeld door de scheikundigen W.C. Still en C. Gennari. Hierbij wordt gebruikgemaakt van fosfonaten met een sterke elektronenzuigende groep, zoals bijvoorbeeld een trifluorethylgroep, in combinatie met sterk dissociërende omstandigheden (KHMDS en 18-kroon-6 in THF). Dit zorgt voor een bijna uitsluitende vorming van Z-alkenen. Onderstaande reacties geven het verschil in opbrengst tussen een alifatisch en een aromatisch aldehyde. De eerste reactie maakt gebruik van octanal als precursor, terwijl de tweede gebruikmaakt van het aromatische benzaldehyde. De verschillen in opbrengst van het Z-isomeer zijn significant: